# Козак (танець)
Козак — бойовий танець, який танцювали тільки чоловіки. Виник в середовищі козацької Січі. Супроводжувався грою на бандурі. Відображав військовий козацький похід .
Опис танцю: козак ставав навпроти козака на кілька кроків і один починав танець з дрібних підскоків з ноги на ногу штовхаючи товариша, то праворуч то ліворуч. Потім починав танцювати в присяди, викидаючи то одну то іншу ногу (пливе на чайці). Потім починались раптові вискоки в гору. Нарешті підривався з військовим кличем і в танці удавав напад на противника. Тоді починали обидва танцювати зображаючи бій. Потім зображався відхід на чайках. Танець супроводжувався грою бандуриста.